# 월인석보 권22
월인석보 권22(月印釋譜 卷二十二)는 서울특별시 종로구에 있는, 세조 5년(1459)에 편찬한 불교대장경이다. 1983년 5월 7일 대한민국의 보물 제745-7호로 지정되었다.

## 개요
『월인석보』는『월인천강지곡』과『석보상절』을 합하여 세조 5년(1459)에 편찬한 불교대장경이다. 석보는 석가모니불의 년보 즉 그의 일대기라는 뜻이다. 조선 세종 28년(1446) 소헌왕후 심씨가 죽자 세종은 그의 명복을 빌기 위해 아들인 수양대군(후의 세조)에게 명하여 불교서적을 참고하여 한글로 번역하여 편찬한 것이 곧『석보상절』이다. 세종 29년(1447) 세종은『석보상절』을 읽고 각각 2구절에 따라 찬가를 지었는데 이것이 곧『월인천강지곡』이다.『월인석보』는 완질이 현재 전하지 않으므로 전권의 수량은 확인할 수 없다.
월인석보 권22(月印釋譜 卷二十二)는 세조 때 처음으로 간행된 본을 바탕으로, 복각하여 간행한 중간본이며, 1권 1책이다. 책의 크기는 가로 22.2cm, 세로 32cm정도이다. 간행된 때는 정확치 않지만 희방사, 갑사 무량굴 등에서 복각한 것과 비교하여 거의 비슷한 시기일 것으로 짐작되며, 임진왜란 이전의 것으로 추정된다.

## 같이 보기
- 월인석보

## 참고 자료
- 월인석보 권22 - 국가유산청 국가유산포털